# Wenzel Praupner
Wenzel Praupner   (Litoměřice, 18 d'agost de 1745 - Praga, 1 d'abril de 1807) fou un organista i músic txec.
Va assistir a classes de secundària inferior a l'escola de gramàtica dels jesuïtes de la seva ciutat natal, on al mateix temps gaudia d'una instrucció exhaustiva de la música, de manera que el 1758, amb només 14 anys, va fer un concert molt difícil a l'església dels jesuïtes amb molta habilitat. L'aplaudiment general i no dividida de Praupner, en ser acollit després d'aquesta producció, va despertar en ell un amor per la música en un grau encara més gran, i el va impulsar a tan gran diligència en la qual fins i tot després del transcurs d'uns pocs anys es va reconèixer com un violinista molt capaç. A més, no va ometre obtenir coneixements teòrics del seu art, estudiant baix continu, i llegint diverses obres musicals va ampliar el seu coneixement en aquesta direcció; Praupner també va aprendre a tocar l'orgue. Després d'acabar els seus estudis a Leitmeritz amb èxit, va anar a Praga, on Praupner va passar a "Regensrecomanat" pel seminari de Sant Wenceslau; allà cursà igualment teologia, ja que pensava abraçar l'estat eclesiàstic, però després va canvià de pensament, dedicant-se des de llavors exclusivament a la música. Va ser director d'orquestra del teatre particular del comte de Rinck, mestre de capella en diverses esglésies i succeí a Joseph Strobach en la direcció de l'orquestra del teatre de l'Òpera, d'aquella capital.
Fou un bon organista i notable compositor, havent deixat diverses obres per al teatre, entre elles l'òpera Circe, simfonies, obres per a orgue i nombroses composicions religioses, com misses, vespres a tres cors, etc.